# Chełmek Wołowski (przystanek kolejowy)
Chełmek Wołowski – posterunek odgałęźny z przystankiem osobowym w miejscowości Chełmek Wołowski, w Polsce, w województwie dolnośląskim, w powiecie lubińskim, w gminie Ścinawa.

## Ruch pasażerski
| Rok  | Wymiana pasażerska na dobę |
| ---- | -------------------------- |
| 2017 | 50-99                      |
| 2022 | 50-99                      |